# Wojna rosyjsko-perska (1722–1723)
Wojna rosyjsko-perska – wojna pomiędzy Imperium Rosyjskim a Persją stoczona w latach 1722–1723. 
Konflikt poprzedził sojusz Piotra I Wielkiego z królem Gruzji Wachtangiem VI oraz Ormianami. Obaj władcy starali się pozyskać rosyjską pomoc w walce z ekspansją muzułmańską z Turcji i Persji.
W 1722 roku rosyjska flota kaspijska admirała Apraksina przewożąca 22 000 ludzi opuściła port w Astrachaniu kierując się na Derbent w południowym Dagestanie. Wkrótce siły rosyjskie wzmocniło kolejne 22 000 Kozaków z Wołgogradu. W sierpniu Rosjanie zdobyli Derbent, gdzie założyli silny garnizon. W listopadzie 1722 r. Wachtang VI na czele połączonej armii gruzińsko-ormiańskiej liczącej 40 000 ludzi zamierzał połączyć się z siłami rosyjskimi. Zrezygnował jednak z tego planu na wieść o wycofaniu się floty rosyjskiej i wrócił do Tbilisi. Powodem odwrotu floty były trudne warunki pogodowe na Morzu Kaspijskim. Na początku 1723 roku armia rosyjska dowodzona przez generała Matiuszkina zdobyła Raszt, w lipcu zaś Rosjanie opanowali Baku i kilka perskich prowincji: Szyrwan, Gilan, Mazandaran oraz Gorgan. Zajęte przez Rosjan tereny zostały Persom zwrócone przez carycę Annę Iwanownę w przeddzień wybuchu wojny Rosjan z Turkami w latach 1735–1739. Stało się to podstawą do zawiązania przez Rosję sojuszu z Persją przeciwko Turcji. 